# Mexikansk sparvpapegoja
Mexikansk sparvpapegoja (Forpus cyanopygius) är en fågel i familjen västpapegojor inom ordningen papegojfåglar.

## Utseende
Mexikansk sparvpapegoja är en liten (13–14 cm) grön papegoja med kort och tvärt avskuren stjärt. Hanen är grön ovan med turkosblått på nedre delen av ryggen, övergumpen, vingtäckarna, yttre armpennorna och undre vingtäckarna. I ansiktet och på undersidan är den ljusare gräsgrön, undertill ibland mer blåaktig. Honan har blått ersatt av gulgrönt. Fågeln av underarten insularis (se nedan) är större med mörkare grön ovansida och mer koboltblå undersidan.

## Utbredning och systematik
Mexikansk sparvpapegoja är som namnet avslöjar endemisk för Mexiko. Den delas in i två underarter med följande utbredning:
- Forpus cyanopygius cyanopygius – förekommer i torra västra Mexiko (sydöstra Sonora, Sinaloa, västra Durango och Colima)
- Forpus cyanopygius insularis – förekommer i ögruppen Islas Marías (utanför västra Mexiko)

## Status och hot
Arten har ett stort utbredningsområde, men tros minska i antal, dock inte tillräckligt kraftigt för att den ska betraktas som hotad. Internationella naturvårdsunionen IUCN listar arten som nära hotad (LC). Världspopulationen uppskattas till mellan 20 000 och 50 000 vuxna individer.